# Murrysville
Murrysville ist eine Gemeinde (Home Rule Municipality) im Westmoreland County im US-Bundesstaat Pennsylvania. Laut Volkszählung im Jahr 2020 hatte sie eine Einwohnerzahl von 21.006 auf einer Fläche von 95,4 km². Sie ist Teil der Metropolregion Pittsburgh.  

## Demografie
Nach einer Schätzung von 2019 leben in Murrysville 19.590 Menschen. Die Bevölkerung teilt sich im selben Jahr auf in 93,8 % Weiße, 1,3 % Afroamerikaner, 4,2 % Asiaten und 0,6 % mit zwei oder mehr Ethnizitäten. Hispanics oder Latinos aller Ethnien machten 1,3 % der Bevölkerung aus. Das mittlere Haushaltseinkommen lag bei 102.081 US-Dollar und die Armutsquote bei 4,3 %.